# Кетрін Крук-де Кемп
Кетрін Аделаїда Крук, в шлюбі де Кемп (6 листопада 1907 — 9 квітня 2000) — американська письменниця та редакторка у жанрі наукової фантастики та фентезі. Більшу частину творів, зокрема, фантастичний роман «Каміння Номуру» (англ. «The Stones of Nomuru») (1988), писала у співпраці з чоловіком Лайон Спреґом де Кемпом. Сольні роботи в основному належали до нехудожньої літератури.

## Життєпис
Кетрін Аделаїда Крук народилася 6 листопада 1907 року в Нью-Йорку, США. Мала сестру Дороті.
Вивчала англійську мову та економіку в коледжі Барнард, штат Нью-Йорк, де закінчила магістратуру. Після коледжу викладала. 
Сестра Дороті познайомила Кетрін Крук з Лайоном Спрегом де Кемпом, і в 1939 році вона одружилася з ним. Народила двох синів — Лаймана Спрега та Жерара Беекмана. Сім'я багато років прожила у Вілланова штат Пенсільванія, і переїхала до Плейно, штат Техас, у 1989 році.
Кетрін Крук-де Кемп з чоловіком працювала над численними творами художньої та наукової літератури, починаючи з 1960-х років. Вона вносила корективи до рукописів чоловіка, але дуже часто її внесок ніяк не був відмічений у книжках. «Грошове дерево», «Навчіть свою дитину управляти грошима» та «Істоти космосу» Катаріна Крук-де Кемп написала самостійно.
Була членкинею Асоціації авторів наукової фантастики та фентезі Америки, Гільдії авторів та First Fandom. Протягом багатьох років відвідувала численні конгреси наукової фантастики та їздила світом з чоловіком. 
В останні роки мала хворобу Альцгеймера. Померла 9 квітня 2000 року у віці 92 роки. Чоловік пережив її на пів року.